# 中國美生總會
中國美生總會（英語：Grand Lodge of China，全名 ，簡作 ）是位於中華民國臺北市的一個正規美生總會，會址位於台北市中山區長安東路二段201巷10號，下轄13個分會，擁有會員754名。中國美生總會為英格蘭聯合總會以及全球一百多個正規美生總會所認可。

## 歷史

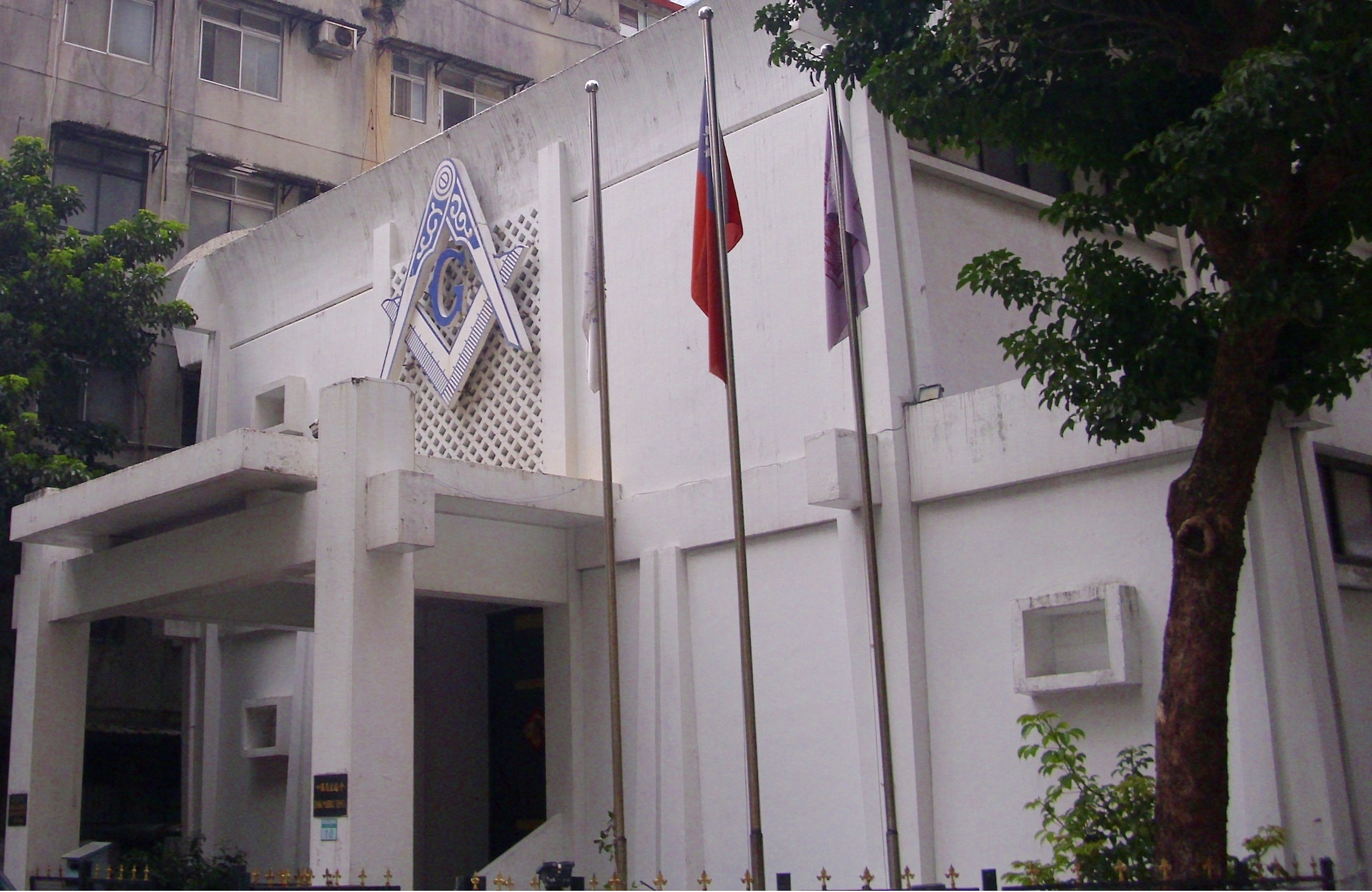
位於臺北市的中國美生總會

美生會，悉稱共濟會，最早傳入中國是在18世紀，據報導記錄是由源於英倫系統的美生會輸入，美生會會所也以俱樂部的形式出現在英屬香港。在澳門亦有自葡萄牙傳入的美生會。當時的會員以西洋人為主。直到1949年3月18日，一個屬於中國人的中國美生總會才成立於上海，總部設在巨福路178號的美生堂。但不久之後中國大陸基本為中國共產黨取得，而中共禁止美生會在其控制區內傳播。中國美生總會於香港短暫停留後，最終遷至臺灣，於1955年在臺正式復會。蔣緯國亦曾於1968至1969年間擔任總會會長。

## 現狀
中國美生總會除2016年10月在臺北市王朝大酒店舉辦的「亞太美生聯盟大會」，由於是對外公開的活動，一般民眾亦可參加觀禮。除此之外，這個結社始終籠罩着神祕面紗。

## 宗旨
美生會在中國活動歷經二百年之久，初期成員皆為歐美僑民。民國肇建後，始有我少數同胞加入。民國十九年秋，第一個由中國美生組成的分會成立，逐年增加至六個分會。民國卅八年春，各分會代表，齊聚上海，熱情討論，獲得共識，中國美生總會即於上海市正式成立。後隨政府播遷臺灣省，並於民國卌四年秋在臺北市復會，同時呈報內政部核准設立為一合法社團。
茲將本美生會宗旨條列於左：
一、本美生會為一具有信仰的社團。會員之結合，無任何種族、國籍、宗教、主義之界限。
二、本美生會倡導「利人主義」。所有收入（會費、捐款等），其用途須以共同福祉為前提，不得徇私舞弊。
三、本美生會主張宇宙造物論。包容各種教義，絕不自樹任何宗派。聚會時在聖壇上展陳律典，尊奉偉大的宇宙創造者，行禮如儀並宣揚道德為依歸。
四、本美生會規範會員作道德之結合。對會員，竭力激發其正義感與責任心，俾其在與他人相處時，存在博愛、扶持與真誠的心。
五、本美生會不具政治色彩。會員在聚會時不討論政治、宗教及其他一切足以引發紛擾的議題；會員在外，不可利用美生會的名義或是美生會的關聯，圖謀個人的不當所獲。
六、本美生會除聚會時所採用之儀式與會員之間的識別規則需要保密之外，其餘如社團的行事與內容，完全公開。
七、本美生會會員首當遵守國家法令，維護社會秩序；無論旅居何處，對於當地所轄的屬國法令，必須忠誠服從，奉公守法。
八、本美生會尊重個人自由意願，決不強徵會員。申請入會者全然出於自願，並無他人說項；會員之結合，重質不重量，絕無階級貴賤之分。
以上法則，是本美生會的宗旨。我們的行事、作風與制度隨時代改進，並向社會學習。我們的中心信仰堅毅不移。在貪得無厭中節制守廉、在胡作非為中堅忍知恥、在道德淪喪中審慎固禮、在偏執狂妄中伸張正義。在智慧之中謀略、在勇氣之中堅持、在壯麗之中景仰。在團結之中展現友愛、在困厄之中鼎力相助、在渾沌之中追求真理，奉為吾等亙古不變之南針。
中國美生總會第六十九屆政策會頒定
中華民國一一一年十月

## 分會
全部資料來自官網最底部的一欄，「廬」即英文的中譯。
- 誼廬：1949年3月18日始建於上海，1955年2月18日在臺灣復會。
- 恆廬：始建於1949年3月18日，現位於高雄市。
- 川廬：1936年1月28日始建於四川省成都市[10]，屬菲律賓美生總會（英语：Grand Lodge of the Philippines）轄下之第112分會，1957年在臺中市復會。幾經搬遷後，最終定在目前臺北市中國美生總會會堂進行會務。[11]民國大陸時期的川廬和川省基督教新教教會關係密切，除了聚會地點位於新教差會在成都開辦的華西協合大學[12]，數名會長亦是傳教士。比如加拿大美道會傳教士布理士（A. J. Brace）是川廬的前會長（Past Master）[13]。美北浸禮會傳教士葛維漢曾於1930年代擔任川廬的臨時司書（acting secretary）[13]，後任會長[14]。美以美會傳教士黃安素自1939年起擔任會長[15]。
- 申廬：1939年1月26日始建於上海，當時爲菲律賓美生總會轄下之第114分會，創會成員均為當年海外留學歸國的青年，對國家充滿著熱情與抱負；在1949年3月18日，與另五個分會共同成立中國美生總會，並改爲中國美生總會第6分會，後因共產黨禁止兄弟會活動，申廬在1951年進入黑暗期，停止開會；直到1956年7月27日正式在台北復會。申廬會員出過不少社會賢達，為國家社會做出不少貢獻；其中包含慶齡基金會的嚴慶齡先生、名建築師虞曰鎮先生、黨政聞人鄭彥棻先生等等，都是當代的海歸學人與社會菁英。Originally chartered on January 26th,1939 as Sun Lodge No.114 P.C.(Philippines Constitution) in Shanghai,China. Sun Lodge is the one of six lodges to establish the Grand Lodge of China in Shanghai on March 18th,1949, then Sun Lodge was transferred and re-chartered with his original name but were re-numbered as Sun Lodge No.6 under G.L.O.C. When the Communist Government came to power, the Grand Lodge of China had ceased to function in Shanghai by 1952, and decided to declare darkness had fallen upon the G.L.O.C. The Grand Lodge of China was reactivated in Taiwan in 1955, then Sun Lodge reactivated in Taipei, Taiwan on July 27,1956.
- 自由廬（Liberty Lodge No. 7）：1956年11月16日建於臺北市。
- 漢廬：1972年10月成立於臺北市。
- 唐廬：1985年12月25日於臺北市授證成立。
- 融廬：1997年11月29日成立於臺北市，會徽使用了太極圖，方矩上書「天地玄黃」。
- 海山廬（High Sun Lodge No. 11）：2000年2月26日成立於臺北縣。
- 弘廬：2001年11月1日授證成立。
- 明廬：2003年1月1日成立於臺中市。
- 申曦廬 (Foederis Arca Lodge No. 18)：是拉丁文「約櫃」之意。

## 外部連結
- 官方网站 （繁體中文）
- 官方网站 （英文）
  - 第一分会  誼廬（页面存档备份，存于）
- 2016年亞太美生聯盟大會海報 （英文）